# آهن اسفنجی
آهن احیای مستقیم (DRI)، که همچنین به‌نام آهن اسفنجی نیز شناخته می‌شود، از اکسایش-کاهش مستقیم سنگ‌آهن (به صورت آگلومره ( خشته )، گندله یا نرمه ها) به آهن توسط گاز احیایی یا کربن عنصری تولیدشده از گاز طبیعی یا زغال‌سنگ به‌وجود می‌آید. بسیاری از سنگ‌های معدنی برای احیای مستقیم مناسب هستند.
احیا مستقیم به فرآیندهای حالت جامد اشاره دارد که اکسیدهای آهن را به آهن فلزی در دمای زیر نقطه ذوب آهن کاهش می‌دهد. آهن احیاء شده نام خود را از این فرایندها به‌دست می‌آورد، یک نمونه از آن گرم کردن سنگ آهن در یک کوره در دمای بالای ۸۰۰ تا ۱۲۰۰ درجه سانتیگراد (۱۴۷۰ تا ۲۱۹۰ درجه فارنهایت) در حضور احیاء کننده گاز سنتز، ترکیبی از هیدروژن و کربن مونوکسید است.
بعد از احیا فلز سمی می‌شود.

## تاریخچه
تولید آهن اسفنجی و سپس کار کردن این روش نخستین روش برای به‌دست‌آوردن آهن در خاورمیانه و اروپا بود، جایی که حداقل تا سده شانزدهم مورد استفاده قرار گرفت. شواهدی وجود دارد که نشان می‌دهد از روش شکوفه نیز در چین استفاده شده است، اما چین کوره های انفجاری را برای به‌دست آوردن آهن چدن تا ۵۰۰ پیش‌از میلاد ایجاد کرده بود.
مزیت روش کوره آهن خالص این است که آهن را می‌توان در دمای کمتر از کوره، تنها در حدود ۱۱۰۰ درجه سانتیگراد یا تقریباً به‌دست آورد. مشکل آن، نسبت به کوره انفجار، این است که تنها مقادیر کمی می‌توانند در یک زمان تحت عملیات ساخت قرار بگیرند.

## فرایند
فرآیندهای احیای مستقیم  تقریباً به دو دسته تقسیم می‌شوند: پایه گاز و پایه زغال سنگ. در هر دو مورد، هدف این فرایند، بیرون راندن اکسیژن موجود در اشکال مختلف سنگ آهن (سنگ اندازه، کنسانتره، گلوله، مقیاس آسیاب، نرمه کوره و غیره) است تا بتواند سنگ معدن را بدون ذوب شدن آن به آهن فلزی تبدیل کند. (زیر ۱۲۰۰ درجه سانتیگراد (۲۱۹۰ درجه فارنهایت)).
روند احیای مستقیم نسبتاً کارآمد است. فولاد ساخته‌شده با استفاده از احیای مستقیم به میزان قابل توجهی به سوخت نیاز دارد، به این دلیل که کوره بلند لازم نیست.

### فواید
در صنعت مدرن، فرآیندهای کاهش مستقیم توسعه‌یافته است تا به طور خاص بر مشکلات کوره های دمشی معمولی (کوره بلند) غلبه کند. آهن احیای مستقیم با موفقیت در مناطق گوناگون جهان تولید می‌شود و تولید محصولات تخصصی آهن و فولاد را به روشی غیرمتمرکز (به طور جداگانه با مدل متمرکز کوره قدیمی‌تر به اصطلاح "مجتمع های فولادی" ) امکان‌پذیر می‌کند. سرمایه‌گذاری اولیه (CAPEX) و هزینه‌های عملیاتی (OPEX) کارخانه‌های کاهش مستقیم پایین‌تر از کارخانه های فولادی یکپارچه هستند و برای کشورهای درحال توسعه که در آن تهیه کک زغال سنگ با درجه بالا محدود است، از نظر هزینه مناسب‌تر است اگرچه که ضایعات فولادی به‌طور کلی برای بازیافت در دسترس هستند.
عواملی که تولید آهن احیای مستقیم اقتصادی می کنند:
- آهن با احیای مستقیم تقریباً همان مقدار آهن آهن چدن را دارد، به طور معمول ۹۰-۹۴٪ آهن کل (بسته به کیفیت سنگ معدن خام). بنابراین یک ماده اولیه عالی برای کوره‌های برقی است که توسط کوچک‌آسیاب‌ها مورد استفاده قرار می‌گیرد و به آن‌ها امکان استفاده از درجه پایین‌تر قراضه برای شارژ دوباره یا تولید درجه‌های بالاتر فولاد را می‌دهد.
- آهن بریکت (HBI) گونه‌ای فشرده از آهن احیای مستقیم است که برای سهولت در ترابری، نگهداری و ذخیره‌سازی طراحی شده است.
- آهن کاهش یافته مستقیم گرم (HDRI) نوعی آهن احیای مستقیم است که به صورت داغ و مستقیم از کوره کاهش به داخل کوره قوس الکتریکی منتقل می‌شود و در نتیجه موجب صرفه‌جویی در انرژی می‌شود.
- فرآیند کاهش مستقیم از سنگ‌آهن گندله‌شده یا سنگ معدن طبیعی "توده" (lump) استفاده می کند. یک استثنا فرآیند بستر سیال شده است که به ذرات سنگ‌آهن معدنی نیاز دارد.
- فرآیند کاهش مستقیم می‌تواند از گاز طبیعی آلوده به گازهای بی‌اثر استفاده کند و از لزوم حذف این گازها برای مصارف دیگر جلوگیری می کند. اما، هرگونه آلودگی گاز بی‌اثر در  گاز کاهش‌دهنده، اثر (کیفیت) جریان گاز و بازده حرارتی فرایند را کاهش می‌دهد.
- منابع سنگ معدنی پودر شده و گاز طبیعی خام هر دو در مناطقی مانند شمال استرالیا در دسترس هستند و از هزینه ترابری سوخت جلوگیری می‌کند. در بیشتر موارد، کارخانه آهن احیای مستقیم در نزدیکی یک منبع گاز طبیعی قرار دارد زیرا ترابری سنگ معدن به جای گاز مقرون به‌صرفه‌تر است.
- روش آهن احیای مستقیم ۹۷٪ آهن خالص تولید می‌کند.

### مشکلات
آهن احیای مستقیم در صورت عدم محافظت در معرض اکسیداسیون و زنگ‌زدگی است، و به طور معمول با سرعت بیشتری نسبت به فولاد خورده می‌شود. برخلاف آهن چدن کوره‌ای که تقریباً از فلز خالص است، آهن احیای مستقیم حاوی مقداری ناخالصی سیلیسی است که در فرآیند ساخت فولاد باید آن را ازبین‌برد.

## شیمی
واکنش‌های کربوترمیک زیر سنگ‌آهن را به آهن کاهش می‌دهد.
هماتیت با کاهش مونوکسید کربن و هیدروژن به مگنتیت تبدیل می‌شود.
{\displaystyle {\ce {3 Fe2O3 + COA ->3 Fe3O4 + CO2}}}
{\displaystyle {\ce {3 Fe2O3 + H2 -> 2 Fe3O4 + H2O}}}
مگنتیت با کاهش مونوکسید کربن و هیدروژن به اکسید آهن تبدیل می‌شود:
{\displaystyle {\ce {Fe3O4 + CO -> 3 FeO + CO2}}}
{\displaystyle {\ce {Fe3O4 + H2 -> 3 FeO + H2O}}}
اکسید آهن با کاهش مونوکسید کربن و هیدروژن به آهن اسفنجی تبدیل می‌شود:
{\displaystyle {\ce {FeO + CO -> Fe + CO_2}}}
{\displaystyle {\ce {FeO + H2 -> Fe + H2O}}}
کربن دار کردن سمانتیت را تولید می‌کند.
{\displaystyle {\ce {3 Fe + CH4 -> Fe3C + 2H2}}}
{\displaystyle {\ce {3 Fe + 2CO -> Fe3C + CO2}}}
{\displaystyle {\ce {3 Fe + CO +H2 -> Fe3C + H2O}}}

## کاربردها
آهن اسفنجی به‌خودی‌خود سودمند نیست، اما می‌تواند برای ایجاد آهن فرفورژه یا فولاد فرآوری‌شده استفاده شود. اسفنج را از نوعی از کوره جدا کرده که به آن کوره آهن خالص می گویند و بارها با چکش‌های سنگین می‌کوبند و آن را مورد نورد قرار می‌دهند تا هر ناخالصی اضافی تشکیل شده ازبین برود و کربن یا کاربید را اکسید کرده و  آن را به آهن جوش دهیم. این روش ساخت معمولاً آهن فرفورژه را با حدود سه درصد ناخالصی و کسری از درصد از دیگر ناخالصی‌ها ایجاد می‌کند. انجام بیشتر این روش ممکن است مقادیر کنترل‌شده کربن را اضافه کرده و انواع مختلفی از عملیات حرارتی (به عنوان مثال "فولاد کردن") را فراهم کند.
امروزه آهن اسفنجی با کاهش سنگ‌آهن بدون ذوب‌شدن آن ایجاد می‌شود. این امر باعث می‌شود که برای تولیدکنندگان فولادهای تخصصی که به استفاده از فولاد قراضه و بازتولید آن تکیه کرده‌اند، از نظر مصرف انرژی کارآمد باشد.